# Muscopedaliodes granulata
Muscopedaliodes granulata är en fjärilsart som beskrevs av Butler 1868. Muscopedaliodes granulata ingår i släktet Muscopedaliodes och familjen praktfjärilar. Inga underarter finns listade i Catalogue of Life.